# Jana Gulda
Jana Gulda (* 18. října 1977 Vrchlabí) je česká novinářka, rozhlasová moderátorka a vysokoškolská pedagožka. Jejím bratrem je novinář Martin Veselovský.

## Život
Je absolventkou střední zemědělské školy. Působila v psaném periodiku, odkud přešla do Českého rozhlasu, ve kterém vysílá zpravodajské relace na stanicích Radiožurnál a Plus. Ve vysílání Ranního Radiožurnálu spolu s meteorology z Českého hydrometeorologického ústavu (ČHMÚ) předpovídá počasí. V roce 2023, když Český rozhlas slavil sté výročí zahájení vysílání, vystoupila na jeho oslavách konaných v pražských Riegrových sadech.
Na Filozofické fakultě Univerzity Karlovy (FSv UK) k říjnu 2023 vyučovala rozhlasové zpravodajství.